# Козловець (Болгарія)
Ко́зловець (болг. Козловец) — село у Великотирновській області Болгарії. Входить до складу общини Свиштов.

## Населення
За даними перепису населення 2011 року у селі проживали 1322 особи.
Національний склад населення села:
| Національність   | Кількість осіб | Відсоток |
| ---------------- | -------------- | -------- |
| болгари          | 1297           | 98,9%    |
| цигани           | 6              | 0,5%     |
| турки            | 4              | 0,3%     |
| інша             | 0              | 0%       |
| не визначились   | 4              | 0,3%     |
| Всього відповіли | 1311           |          |

Розподіл населення за віком у 2011 році:
Динаміка населення: